# Robert Blincoe
Robert Blincoe (c. 1792-1860) fue un niño obrero inglés y residente de muchacho en las casas de acogida inglesa. La historia de su infancia fue publicada como A memoir of Robert Bincloe (1832).

## Biografía
Robert Blincoe nació aproximadamente en 1792. En 1796 era un huérfano que vivía en la casa de acogida de St. Pancras en Londres. Lo que sucedió a sus padres se desconoce, a la edad de 6 años fue mandado a trabajar como asistente de deshollinador, pero su jefe pronto lo mandó de vuelta al centro.
En agosto de 1799, a la edad de 7 años, fue enviado a trabajar en Gonaston Mill, una fábrica de algodón de C. W. y F. Lambert en Lowdham, cerca de Nottingham. Según sus memorias él era uno de los ochenta chicos de 7 años de St. Pancras vendidos en calidad de aprendiz de parroquia. Viajaron hacia allí en carro durante días. Supuestamente iban a ser escolarizados para mejorar sus vidas, pero eso nunca sucedió. Blincoe y el resto vivían en un dormitorio y su comida consistía en porridge y pan negro. Trabajaban 14 horas al día, 6 días a la semana. El primer trabajo de Blincoe consistía en sacar las hebras que quedaban en la máquina de algodón para que hacer que funcionara, incluso aunque pudiera lesionarse. Perdió la mitad de un dedo con este trabajo. Los encargados golpeaban a los chicos a la menor provocación. Blincoe confesó más tarde que llegó a considerar el suicidio muchas veces. Cuando Blincoe escapó y trató de huir a Londres, un sastre que a veces trabajaba para el molino lo reconoció y lo arrastró de vuelta.
En 1802 cuando cerraron Lowdham Mill los chicos fueron enviados a Litton Mill en Derbyshire. El trato continuó siendo el mismo.
Blincoe completó su aprendizaje y estuvo como trabajador adulto hasta 1817 hasta que fundó su propia fábrica de algodón. En 1819 se casó con una mujer llamada Martha. 
En 1822 el periodista John Brown conoció a Blincoe y le hizo una entrevista para un reportaje sobre el trabajo infantil. Brown decidió escribir la biografía de Blincoe y se la entregó a un activista social llamado Richard Carlile En 1828 Carlile decidió publicar la historia en el periódico The Lion en 5 entregas semanales del 25 de enero al 22 de febrero.
La fábrica de Blincoe fue destruida por un incendio en 1828. Indigente e incapaz de pagar sus deudas fue encerrado en la cárcel del Lancaster Castle durante un tiempo. Cuando salió se convirtió en distribuidor de algodón. El negocio funcionó y le permitió pagar la educación de sus tres hijos.
En 1832 John Doherty publicó A Memoir of Robert Blincoe en forma de panfleto. En una entrevista con el Employment of Children in Manufactories Committee (Comité de niños empleados en manufacturas) aseguró que preferiría que sus hijos fueran deportados a Australia a que trabajaran en las fábricas. 
Robert Blincoe murió de bronquitis en Macclesfield en 1860.
Se cree que Charles Dickens pudo basar su personaje de Oliver Twist en la vida de Robert Blincoe.

## Libros
- John Waller - The Real Oliver Twist Robert Blincoe: A Life that Illuminates an Age.

- Datos: Q7342172